# ويليام إغلستون
ويليام إغلستون (بالإنجليزية: William Eggleston)‏ هو فنان ومصور أمريكي، ولد في 27 يوليو 1939 في ممفيس في الولايات المتحدة.

## وصلات خارجية
- الموقع الرسمي
- ويليام إغلستون على موقع IMDb (الإنجليزية)
- ويليام إغلستون على موقع الموسوعة البريطانية (الإنجليزية)
- ويليام إغلستون على موقع مونزينجر (الألمانية)
- ويليام إغلستون على موقع ميوزك برينز (الإنجليزية)
- ويليام إغلستون على موقع ديسكوغز (الإنجليزية)
- ويليام إغلستون على موقع قاعدة بيانات الفيلم (الإنجليزية)